# Davide Cabassi
Davide Cabassi (Milano, 25 luglio 1976) è un pianista italiano.

## Biografia
Inizia giovanissimo lo studio del pianoforte, compiendo gli studi presso il Conservatorio Giuseppe Verdi di Milano nella classe di Edda Ponti (si diploma con lode nel 1995). Già negli anni di studio si afferma in vari concorsi pianistici (fra cui il concorso F.I.D.A.P.A di Pisa nel 1988 e il concorso Città di Pavia nel 1992) e debutta con orchestra, eseguendo nel 1990 il Secondo concerto di Šostakovič con l'Orchestra Sinfonica della RAI di Milano sotto la direzione di Vladimir Delman.
Si perfeziona alla Fondazione Internazionale per il Pianoforte di Cadenabbia, sul Lago di Como, con Rosalyn Tureck, William Grant Naborè, Leon Fleisher, Karl Ulrich Schnabel, Dmitri Bashkirov e Alexis Weissenberg.
Vince il 1º premio al Premio "Franco Alfano" di Sanremo (1999), il 2º premio (1° non assegnato) al 51º Concorso internazionale "Viotti" di Vercelli (2000), il 2º premio alla European Piano Competition "Luciano Gante" di Pordenone (2002) e il 3º premio nella sezione concerto classico alla International Piano Concerto Competition di Cantù (2002).
L'affermazione definitiva arriva nel 2005, quando ottiene un Top-Prize (tra i 6 finalisti) al prestigioso Concorso pianistico internazionale Van Cliburn.
Dal 2006, oltre a calcare i palchi delle maggiori sale concertistiche, Cabassi intraprende una notevole attività discografica. Pubblica le prime incisioni per etichette come Sony BMG, Concerto Classics e Col-legno, ottenendo critiche molto positive (il suo primo album Dancing with the orchestra ottiene nel 2007 il Premio della critica della rivista Classic Voice per il miglior esordio discografico dell'anno). Pubblica inoltre alcuni dischi per la stampa musicale specializzata italiana (Suonare news, Amadeus) e le sue esecuzioni sono riprese in televisione sulla Rai e Sky Italia e alla radio su Radio Tre, Radio Popolare, Radio Svizzera Italiana e Radio France.
Il 2012 vede il suo esordio per Decca, un disco con alcune Sonate e Variazioni di Mozart. Segue nel 2015 il primo disco dell'integrale delle Sonate per pianoforte di Beethoven, sempre per Decca.
Si è esibito per importanti istituzioni italiane (Teatro alla Scala, Società del Quartetto, I Pomeriggi Musicali, Serate Musicali e Società dei Concerti di Milano, Festival Pianistico di Brescia e Bergamo, Teatro Carlo Felice, Teatro Filarmonico di Verona, Accademia Filarmonica di Bologna) e in importanti sale da concerto in Stati Uniti, Europa, Israele, Cina, Giappone, Argentina e Russia (tra cui Carnegie Hall di New York, Louvre e Salle Gaveau a Parigi, Città Proibita e Centro Nazionale per le Arti dello Spettacolo di Pechino, Mozarteum di Salisburgo, Gasteig di Monaco, Conservatorio di Mosca, Festival di Roque d'Antheron e Tiroler Festspiele di Erl, dove è stato artist-in-residence, Kozerthaus di Berlino e Musikverein di Vienna).
Ha lavorato con direttori d'orchestra quali James Conlon, Omer Meir Wellber, Gustav Kuhn, Asher Fisch, Vladimir Delman, Tito Ceccherini, Antonello Manacorda, David Coleman, Marco Angius, Daniele Gatti, Kimbo Ishii, Carlo Goldstein, Philipp von Steinecker, Helmuth Rilling e Federico Maria Sardelli, affiancando importanti orchestre italiane e del panorama internazionale.
In ambito cameristico suona in duo pianistico con la moglie Tatiana Larionova, è stato membro del quintetto "Five Lines" e ha fondato l'ensemble BAS Sinfonietta. Collabora con Enrico Fagone, Marco Pierobon e il Gomalan Brass Quintet. Nelle collaborazioni con la danza ha suonato per Svetlana Zakharova, Roberto Bolle, Sylvie Guillem e Massimo Murru.
Cabassi è anche un apprezzato didatta. Dopo essere stato per diversi anni titolare di una cattedra di pianoforte principale al Conservatorio Monteverdi di Bolzano, aver insegnato presso il Conservatorio di Piacenza e il Conservatorio di Brescia dal 2021 è docente al Conservatorio di Milano
Dal 2011 al 2016 è stato membro del Comitato Artistico del Concorso pianistico internazionale Ferruccio Busoni di Bolzano.
Residente con la sua famiglia a Milano, assieme alla moglie Tatiana Larionova ha fondato e dirige la stagione concertistica "Primavera di Baggio", che con cadenza annuale anima il quartiere milanese di Baggio.

## Discografia
- Arte Nova Classics - Sony BMG (2006), Dancing with the orchestra, trascrizioni pianistiche di Stravinsky, Bartok, Falla, Ravel
- Col legno (2008), Antonio Soler: Fandango e 11 sonate
- Endeavour Classics (2008), Pictures, Mussorgsky: Quadri di un'esposizione, Debussy: Estampes, L'isle joyeuse
- Endeavour Classics (2008), Escaping, Bach: Capriccio BWV 992, Beethoven: Sonata n. 31 op. 110, Brahms: Variazioni e fuga su un tema di Händel op. 24
- Concerto (2010), Cervantes: Danze cubane (Tatiana Larionova)
- Concerto (2011), Clementi: Trascrizioni cameristiche delle Sinfonie KV 550, KV 551 di Mozart (Gisella Curtolo, Lucio Labella Danzi, Luigi Lupo)
- Concerto (2011), Beethoven: Sonate op. 27, Cherubini: Capriccio ou Etude pour le Fortepiano
- Col legno (2011), Schumann: Carnaval op. 9 e Concerto per pianoforte e orchestra op. 54 (Orchestra Haydn/Gustav Kuhn)
- Suonare Records (2011), Brahms: Variazioni e fuga su un tema di Händel op. 24, 3 Intermezzi op.117, Klavierstücke op. 119
- Amadeus (2011), Martucci: Quintetto op. 45, Respighi: Quintetto in fa minore (Five Lines Quintet: Gisella Curtolo, Paolo Zordanazzo, Andrea Repetto, Lucio Labella Danzi)
- Stradivarius (2012), Rossini: Petite Messe Solennelle (Tito Ceccherini)
- Decca (2012), Mozart: Sonate KV 331, KV 332, KV 570, Variazioni KV 455
- Amadeus (2013), Janáček: Suite "Nella nebbia", Capriccio, Concertino, Sonata I.X.1905 "Dalla strada" (Monteverdi Ensemble)
- Berlin Classics (2013), Tea for two (Orchestra della Svizzera Italiana/Howard Griffiths)
- Decca (2014), Beethoven: Sonate op. 10 e op. 13 "Patetica"
- Decca (2016), Beethoven: Sonate op. 53 "Waldstein", op. 54, op. 57 "Appassionata" e Andante favori
- Naxos (2016), Goetz: Concerti per pianoforte e orchestra (Magdeburg Philharmoniker/Kimbo Ishii)
- Decca (2018), Beethoven: Sonate op. 26, op. 27 n. 1 e 2 "Chiaro di Luna", op. 28 "Pastorale"
- Decca (2021), Beethoven: Sonate op. 31 n. 1, n. 2, n. 3